# Olympische Winterspiele 2006/Biathlon
Bei den XX. Olympischen Winterspielen 2006 fanden zehn Wettbewerbe im Biathlon statt. Austragungsort war das Centro Olimpico di Biathlon in San Sicario auf dem Gebiet der Gemeinde Cesana Torinese, 97 Kilometer westlich von Turin. Das Gelände befand sich auf einer Höhe von 1620 bis 1680 Metern, die Zuschauerkapazität betrug 4628.

## Wettbewerbe
Neu im Programm standen die die bei Weltmeisterschaften bereits seit 1999 ausgetragenen Massenstartrennen (Männer 15 km, Frauen 12,5 km). Eine weitere Änderung gab es in der Frauenstaffel: Hier wurde die Streckenlänge je Einzelläuferin von 7,5 km auf 6 km verkürzt.

## Sportliche Erfolge
Bei den Männern dominierte Michael Greis. Er gewann drei von fünf möglichen Goldmedaillen (Einzelwettkampf, Massenstart, Staffel). Bei den Frauen dagegen verteilten sich die Medaillen auf unterschiedliche Sportlerinnen und Nationen.

## Doping
Eine Sportlerin und zwei Sportler bei diesen Spielen waren betroffen von dopingbedingten Disqualifikationen:
- Olga Pyljowa, Russland – Noch während der Spiele wurde ihr die Einnahme des Dopingmittels Carphedon nachgewiesen, was ihre sofortige Disqualifikation und eine Sperre zur Folge hatte.[1]

Nach den Spielen gab es mit zwei Biathleten aus Österreich weitere Dopingfälle:
- Wolfgang Perner
- Wolfgang Rottmann

Ihnen wurde Blutdoping nachgewiesen, ihre Platzierungen wurden nachträglich aberkannt.

## Bilanz

### Medaillenspiegel
| Platz  | Land        | Gold | Silber | Bronze | Gesamt |
| ------ | ----------- | ---- | ------ | ------ | ------ |
| 1      | Deutschland | 5    | 4      | 2      | 11     |
| 2      | Russland    | 2    | 1      | 2      | 5      |
| 3      | Frankreich  | 2    | –      | 2      | 4      |
| 4      | Schweden    | 1    | 1      | –      | 2      |
| 5      | Norwegen    | –    | 3      | 3      | 6      |
| 6      | Polen       | –    | 1      | –      | 1      |
| 7      | Ukraine     | –    | –      | 1      | 1      |
| Gesamt | Gesamt      | 10   | 10     | 10     | 30     |

### Medaillengewinner
Männer
| Disziplin          | Gold                                                           | Silber                                                                    | Bronze                                                                  |
| ------------------ | -------------------------------------------------------------- | ------------------------------------------------------------------------- | ----------------------------------------------------------------------- |
| 10 km Sprint       | Sven Fischer (GER)                                             | Halvard Hanevold (NOR)                                                    | Frode Andresen (NOR)                                                    |
| 12,5 km Verfolgung | Vincent Defrasne (FRA)                                         | Ole Einar Bjørndalen (NOR)                                                | Sven Fischer (GER)                                                      |
| 15 km Massenstart  | Michael Greis (GER)                                            | Tomasz Sikora (POL)                                                       | Ole Einar Bjørndalen (NOR)                                              |
| 20 km Einzel       | Michael Greis (GER)                                            | Ole Einar Bjørndalen (NOR)                                                | Halvard Hanevold (NOR)                                                  |
| 4 × 7,5 km Staffel | DeutschlandRicco Groß Michael Rösch Sven Fischer Michael Greis | RusslandIwan Tscheresow Sergei Tschepikow Pawel Rostowzew Nikolai Kruglow | FrankreichJulien Robert Vincent Defrasne Ferréol Cannard Raphaël Poirée |

Frauen
| Disziplin           | Gold                                                                           | Silber                                                           | Bronze                                                                            |
| ------------------- | ------------------------------------------------------------------------------ | ---------------------------------------------------------------- | --------------------------------------------------------------------------------- |
| 7,5 km Sprint       | Florence Baverel-Robert (FRA)                                                  | Anna Carin Olofsson (SWE)                                        | Lilija Jefremowa (UKR)                                                            |
| 10 km Verfolgung    | Kati Wilhelm (GER)                                                             | Martina Glagow (GER)                                             | Albina Achatowa (RUS)                                                             |
| 12,5 km Massenstart | Anna Carin Olofsson (SWE)                                                      | Kati Wilhelm (GER)                                               | Uschi Disl (GER)                                                                  |
| 15 km Einzel        | Swetlana Ischmuratowa (RUS)                                                    | Martina Glagow (GER)                                             | Albina Achatowa (RUS)                                                             |
| 4 × 6 km Staffel    | RusslandAnna Bogali-Titowez Swetlana Ischmuratowa Olga Saizewa Albina Achatowa | DeutschlandMartina Glagow Andrea Henkel Katrin Apel Kati Wilhelm | FrankreichDelphyne Peretto Florence Baverel-Robert Sylvie Becaert Sandrine Bailly |

## Ergebnisse Männer

### Sprint 10 km
| Platz | Land | Sportler           | Zeit (min) | Fehler  |
| ----- | ---- | ------------------ | ---------- | ------- |
| 01    | GER  | Sven Fischer       | 26:11,6    | 0 (0+0) |
| 02    | NOR  | Halvard Hanevold   | 26:19,8    | 0 (0+0) |
| 03    | NOR  | Frode Andresen     | 26:31,3    | 1 (0+1) |
| 04    | FRA  | Vincent Defrasne   | 26:54,2    | 1 (0+1) |
| 05    | RUS  | Iwan Tscheresow    | 27:09,0    | 0 (0+0) |
| 06    | GER  | Ricco Groß         | 27:15,1    | 0 (0+0) |
| 07    | SWE  | Mattias Nilsson    | 27:18,5    | 0 (0+0) |
| 08    | FRA  | Raphaël Poirée     | 27:19,0    | 1 (1+0) |
| 09    | RUS  | Maxim Tschudow     | 27:20,5    | 0 (0+0) |
| 10    | CZE  | Zdeněk Vítek       | 27:25,5    | 3 (0+1) |
|       |      |                    |            |         |
| 14    | GER  | Alexander Wolf     | 27:34,5    | 2 (0+2) |
| 15    | AUT  | Christoph Sumann   | 27:42,3    | 2 (1+1) |
|       |      |                    |            |         |
| 22    | ITA  | Wilfried Pallhuber | 28:05,6    | 1 (1+0) |
|       |      |                    |            |         |
| 33    | GER  | Michael Greis      | 28:22,9    | 3 (2+1) |
|       |      |                    |            |         |
| 43    | SUI  | Matthias Simmen    | 28:56,3    | 3 (2+1) |
|       |      |                    |            |         |
| 52    | AUT  | Ludwig Gredler     | 29:17,6    | 4 (3+1) |
|       |      |                    |            |         |
| 65    | SUI  | Simon Hallenbarter | 30:05,7    | 5 (4+1) |
| …     |      |                    |            |         |

Datum: 14. Februar 2006, 13:30 Uhr

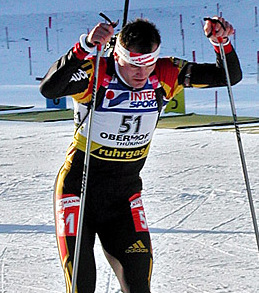
Sven Fischer – nach zahlreichen Staffelgold- sowie Silber- und Bronzemedaillen in Einzeldisziplinen gewann er bei seinen letzten Spielen Einzelgold im Sprint

Totalanstieg: 315 m, Maximalanstieg: 13 m, Höhenunterschied: 54 m
90 Teilnehmer aus 36 Ländern, davon 88 in der Wertung
Wolfgang Perner und Wolfgang Rottmann (beide AUT), ursprünglich auf den Plätzen 4 und 27 geführt, wurden im April 2007 wegen Vergehens gegen die Dopingbestimmungen nachträglich disqualifiziert.

### Verfolgung 12,5 km
| Platz | Land | Sportler             | Zeit (min) | Fehler      |
| ----- | ---- | -------------------- | ---------- | ----------- |
| 01    | FRA  | Vincent Defrasne     | 35:20,2    | 2 (0+0+0+2) |
| 02    | NOR  | Ole Einar Bjørndalen | 35:22,9    | 3 (0+1+1+1) |
| 03    | GER  | Sven Fischer         | 35:35,8    | 4 (2+2+0+0) |
| 04    | LAT  | Ilmārs Bricis        | 35:46,9    | 1 (0+1+0+0) |
| 05    | NOR  | Halvard Hanevold     | 35:57,7    | 3 (0+0+3+0) |
| 06    | NOR  | Frode Andresen       | 36:16,9    | 5 (0+3+1+1) |
| 07    | AUT  | Christoph Sumann     | 36:39,7    | 2 (1+0+1+0) |
| 08    | GER  | Michael Greis        | 36:39,9    | 1 (1+0+0+0) |
| 09    | RUS  | Maxim Tschudow       | 36:41,4    | 4 (2+0+0+2) |
| 10    | FRA  | Julien Robert        | 37:15,9    | 1 (1+0+0+0) |
|       |      |                      |            |             |
| 12    | GER  | Ricco Groß           | 37:23,5    | 3 (1+0+0+1) |
|       |      |                      |            |             |
| 17    | ITA  | Wilfried Pallhuber   | 37:30,3    | 2 (0+1+0+1) |
|       |      |                      |            |             |
| 19    | GER  | Alexander Wolf       | 37:35,4    | 4 (0+2+0+2) |
|       |      |                      |            |             |
| 23    | SUI  | Matthias Simmen      | 38:08,8    | 1 (0+0+1+0) |
|       |      |                      |            |             |
| 45    | AUT  | Ludwig Gredler       | 40:57,7    | 6 (2+1+1+0) |
| …     |      |                      |            |             |

Datum: 18. Februar 2006, 14:30 Uhr

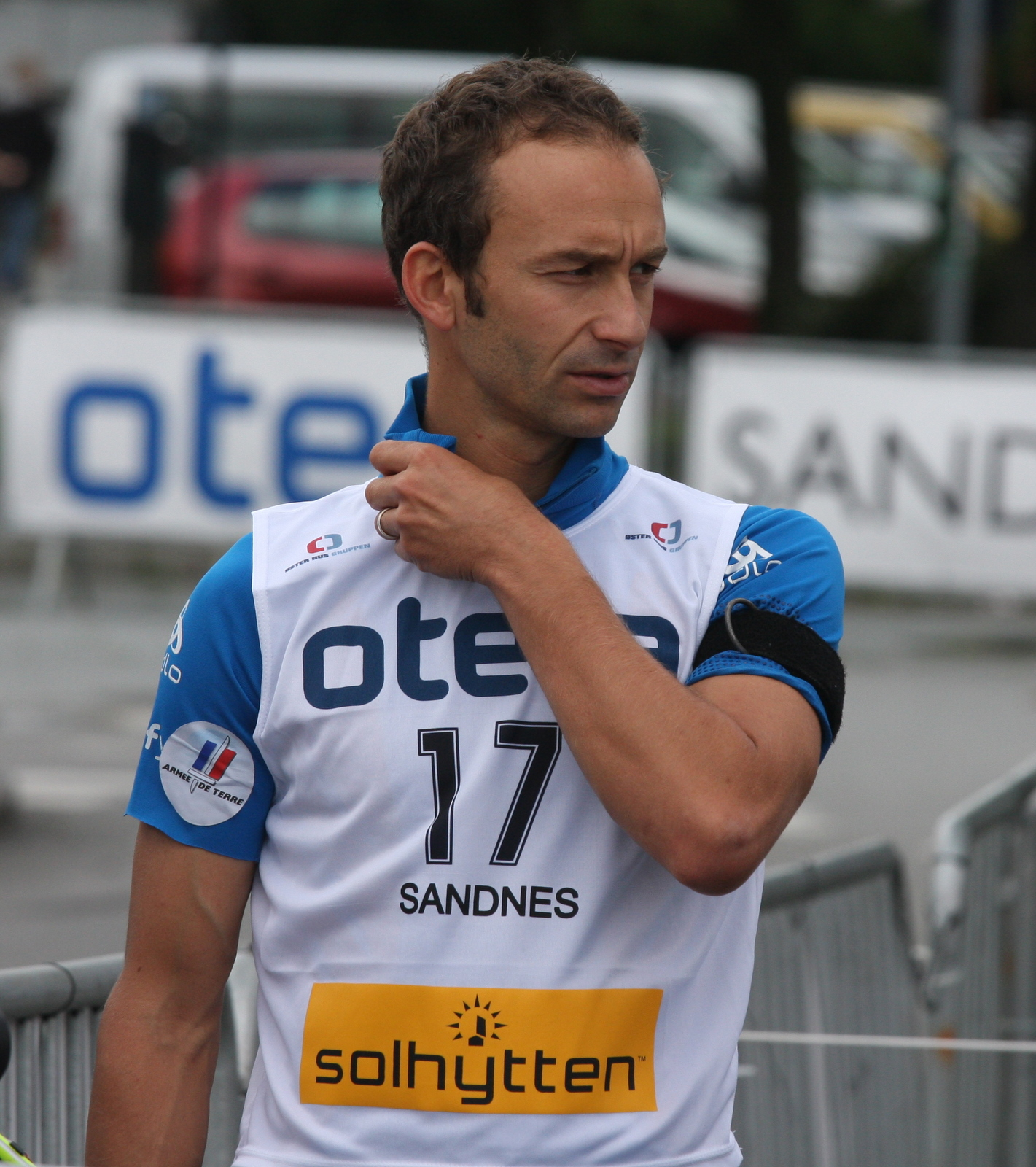
Überraschend besiegte Vincent Defrasne im Finish Ole Einar Bjørndalen

Totalanstieg: 415 m, Maximalanstieg: 13 m, Höhenunterschied: 48 m
57 Teilnehmer aus 23 Ländern, davon 54 in der Wertung. Nicht beendet: Raphaël Poirée (FRA).
Die beiden Österreicher Wolfgang Perner und Wolfgang Rottmann wurden – wie auch im Sprint – im April 2007 wegen Vergehens gegen die Dopingbestimmungen nachträglich disqualifiziert.

### Einzel 20 km
| Platz | Land | Sportler             | Zeit (min) | Fehler      |
| ----- | ---- | -------------------- | ---------- | ----------- |
| 01    | GER  | Michael Greis        | 54:23,0    | 1 (0+1+0+0) |
| 02    | NOR  | Ole Einar Bjørndalen | 54:39,0    | 2 (1+1+0+0) |
| 03    | NOR  | Halvard Hanevold     | 55:31,9    | 2 (1+1+0+0) |
| 04    | RUS  | Sergei Tschepikow    | 55:32,7    | 1 (1+0+0+0) |
| 05    | SVK  | Marek Matiaško       | 55:48,6    | 1 (0+0+0+1) |
| 06    | FRA  | Julien Robert        | 55:59,4    | 0 (0+0+0+0) |
| 07    | ITA  | Christian De Lorenzi | 56:04,0    | 1 (0+0+0+1) |
| 08    | RUS  | Iwan Tscheresow      | 56:05,7    | 2 (1+0+0+1) |
| 09    | ITA  | Wilfried Pallhuber   | 56:08,4    | 1 (1+0+0+0) |
| 10    | USA  | Jay Hakkinen         | 56:10,9    | 3 (2+0+1+0) |
| 11    | GER  | Ricco Groß           | 56:14,3    | 1 (0+0+0+1) |
|       |      |                      |            |             |
| 17    | GER  | Sven Fischer         | 57:14,3    | 3 (1+0+1+1) |
|       |      |                      |            |             |
| 26    | AUT  | Friedrich Pinter     | 58:27,7    | 1 (0+0+0+1) |
|       |      |                      |            |             |
| 41    | AUT  | Ludwig Gredler       | 59:55,1    | 3 (0+3+0+0) |
| 42    | GER  | Michael Rösch        | 59:56,6    | 6 (2+0+1+3) |
|       |      |                      |            |             |
| 52    | SUI  | Matthias Simmen      | 61:04,9    | 5 (2+0+0+3) |
|       |      |                      |            |             |
| 59    | AUT  | Daniel Mesotitsch    | 61:59,7    | 5 (1+3+0+1) |
|       |      |                      |            |             |
| 77    | SUI  | Simon Hallenbarter   | 64:37,0    | 8 (3+1+1+3) |
| …     |      |                      |            |             |

Datum: 11. Februar 2006, 13:00 Uhr

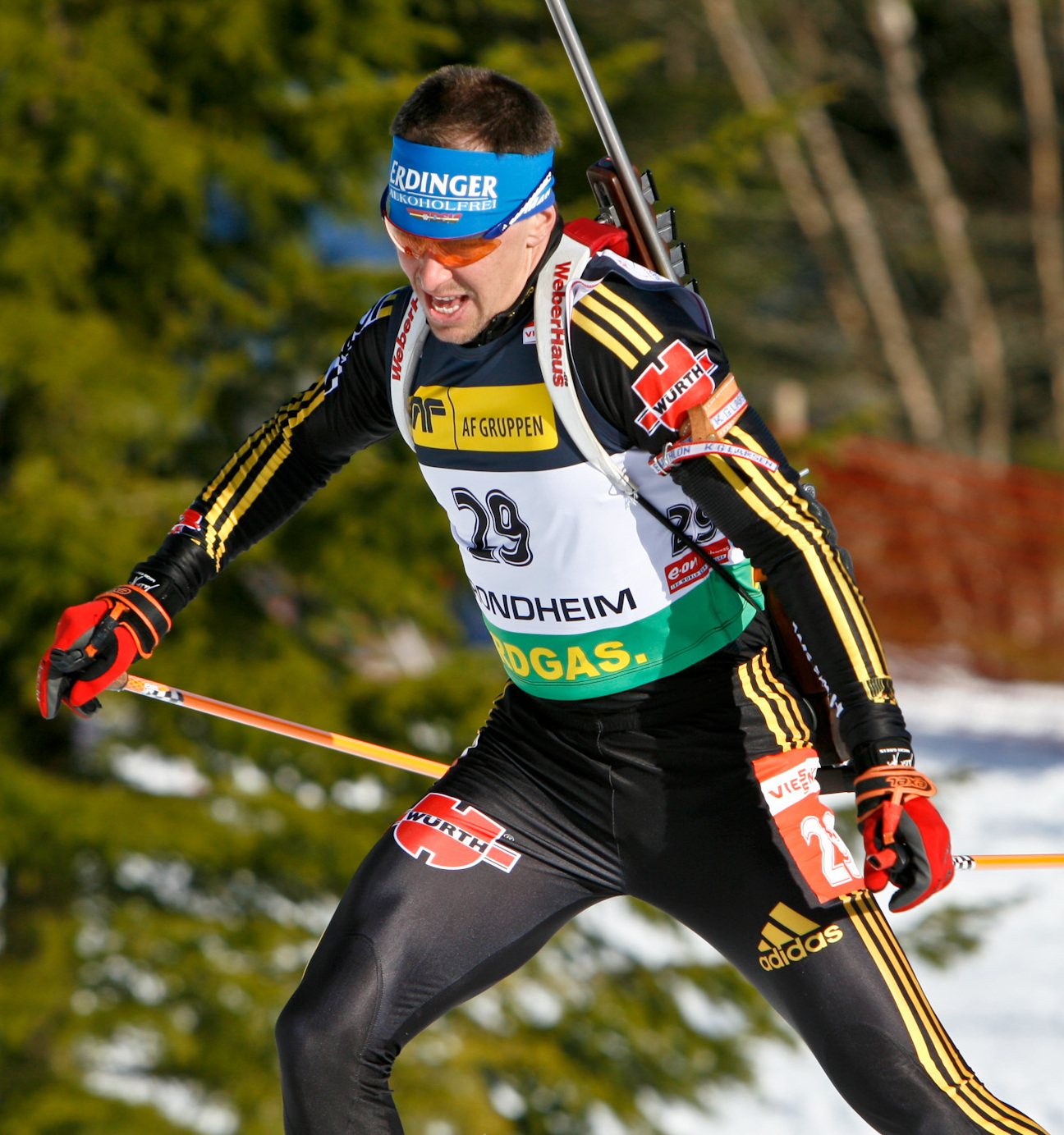
Mit dreimal Gold und einmal Bronze war Michael Greis der erfolgreichste Biathlet dieser Spiele

Totalanstieg: 620 m, Maximalanstieg: 17 m, Höhenunterschied: 65 m
88 Teilnehmer aus 34 Ländern, davon 87 in der Wertung
Wie im Sprint und in der Verfolgung wurde Wolfgang Perner (AUT) im April 2007 nachträglich wegen Vergehens gegen die Dopingbestimmungen disqualifiziert.

### Massenstart 15 km
| Platz | Land | Sportler             | Zeit (min) | Fehler      |
| ----- | ---- | -------------------- | ---------- | ----------- |
| 01    | GER  | Michael Greis        | 47:20,0    | 1 (0+0+1+0) |
| 02    | POL  | Tomasz Sikora        | 47:26,3    | 1 (0+0+0+1) |
| 03    | NOR  | Ole Einar Bjørndalen | 47:32,3    | 3 (0+0+1+2) |
| 04    | FIN  | Paavo Puurunen       | 47:43,7    | 0 (0+0+0+0) |
| 05    | RUS  | Sergej Tschepikow    | 47:59,1    | 0 (0+0+0+0) |
| 06    | NOR  | Emil Hegle Svendsen  | 48:13,8    | 2 (0+1+0+1) |
| 07    | NOR  | Halvard Hanevold     | 48:14,9    | 3 (1+0+1+1) |
| 08    | GER  | Alexander Wolf       | 48:15,3    | 2 (0+0+1+1) |
| 09    | AUT  | Christoph Sumann     | 48:17,4    | 2 (1+0+0+1) |
| 10    | GER  | Michael Rösch        | 48:19,9    | 3 (1+0+1+1) |
|       |      |                      |            |             |
| 17    | GER  | Sven Fischer         | 48:53,7    | 2 (0+1+0+1) |
|       |      |                      |            |             |
| 24    | ITA  | Wilfried Pallhuber   | 49:41,5    | 2 (2+0+0+0) |
| …     |      |                      |            |             |

Datum: 25. Februar 2006, 10:00 Uhr

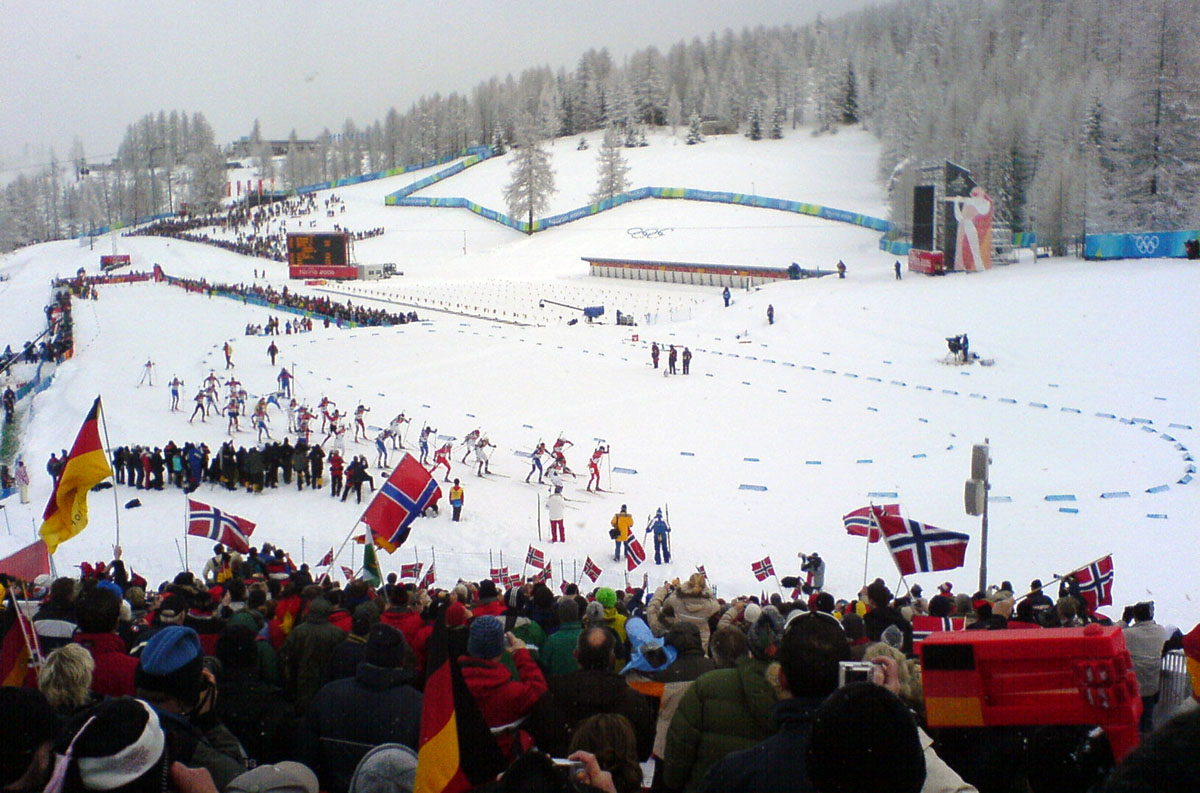
Massenstartrennen der Männer über 15 km in San Sicario

Totalanstieg: 490 m, Maximalanstieg: 13 m, Höhenunterschied: 54 m
30 Teilnehmer aus 14 Ländern, alle in der Wertung

### Staffel 4 × 7,5 km

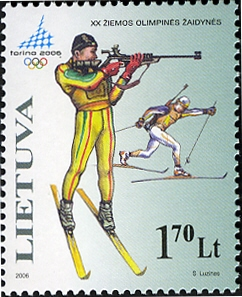
Litauische Briefmarke zu den Spielen 2006

| Platz | Land Sportler                                                                                       | Zeit (h)  | Strafrunden + Nachlader                  |
| ----- | --------------------------------------------------------------------------------------------------- | --------- | ---------------------------------------- |
| 01    | Deutschland 0000Ricco Groß 0000Michael Rösch 0000Sven Fischer 0000Michael Greis                     | 1:21:51,5 | 0+3 1+5 0+0 0+1 0+0 0+0 0+1 1+3 0+2 0+1  |
| 02    | Russland 0000Iwan Tscheresow 0000Sergei Tschepikow 0000Pawel Rostowzew 0000Nikolai Kruglow          | 1:22:12,4 | 0+6 0+0 0+3 0+0 0+0 0+0 0+2 0+0 0+1 0+0  |
| 03    | Frankreich 0000Julien Robert 0000Vincent Defrasne 0000Ferréol Cannard 0000Raphaël Poirée            | 1:22:35,1 | 0+2 0+4 0+0 0+0 0+1 0+0 0+1 0+1 0+0 0+3  |
| 04    | Schweden 0000Jakob Börjesson 0000Björn Ferry 0000Mattias Nilsson 0000Carl Johan Bergman             | 1:22:35,1 | 0+5 0+7 0+2 0+2 0+0 0+3 0+2 0+1 0+1 0+1  |
| 05    | Norwegen 0000Halvard Hanevold 0000Stian Eckhoff 0000Frode Andresen 0000Ole Einar Bjørndalen         | 1:23:03,6 | 2+5 0+4 0+2 0+0 0+0 0+2 2+3 0+2 0+0 0+0  |
| 06    | Tschechien 0000Ondřej Moravec 0000Zdeněk Vítek 0000Roman Dostál 0000Michal Šlesingr                 | 1:23:04,0 | 0+1 1+10 0+0 0+1 0+0 1+3 0+1 0+3 0+0 0+3 |
| 07    | Ukraine 0000Oleksandr Bilanenko 0000Andrij Derysemlja 0000Oleksij Korobejnikow 0000Ruslan Lyssenko  | 1:23:40,4 | 0+6 1+6 0+2 0+1 0+1 0+1 0+1 1+3          |
| 08    | Italien 0000Christian De Lorenzi 0000René-Laurent Vuillermoz 0000Paolo Longo 0000Wilfried Pallhuber | 1:23:40,9 | 0+6 2+4 0+2 0+0 0+1 0+1 0+0 2+3 0+3 0+0  |
| 09    | USA 0000Jay Hakkinen 0000Tim Burke 0000Lowell Bailey 0000Jeremy Teela                               | 1:24:23,4 | 0+6 1+11 0+1 0+2 0+3 0+3 0+1 0+3 0+1 1+3 |
| 10    | Slowenien 0000Janez Marič 0000Janez Ožbolt 0000Klemen Bauer 0000Matjaž Poklukar                     | 1:25:01,4 | 0+4 1+6 0+3 0+1 0+0 0+1 0+1 1+3 0+0 0+1  |
|       | |           |                                          |
| 17    | Österreich 0000Daniel Mesotitsch 0000Friedrich Pinter 0000Ludwig Gredler 0000Christoph Sumann       | 1:28:26,4 | 1+7 0+4 1+3 0+2 0+0 0+0 0+3 0+0 0+1 0+2  |

Datum: 21. Februar 2006, 12:00 Uhr
Totalanstieg: 4 × 249 m, Maximalanstieg: 13 m, Höhenunterschied: 48 m
17 Staffeln am Start, alle in der Wertung

## Ergebnisse Frauen

### Sprint 7,5 km
| Platz | Land | Sportlerin              | Zeit (min) | Fehler  |
| ----- | ---- | ----------------------- | ---------- | ------- |
| 01    | FRA  | Florence Baverel-Robert | 22:31,4    | 0 (0+0) |
| 02    | SWE  | Anna Carin Olofsson     | 22:33,8    | 1 (1+0) |
| 03    | UKR  | Lilija Jefremowa        | 22:38,0    | 0 (0+0) |
| 04    | RUS  | Albina Achatowa         | 22:40,2    | 0 (0+0) |
| 05    | BLR  | Alena Subrylawa         | 22:40,5    | 0 (0+0) |
| 06    | FRA  | Sandrine Bailly         | 22:43,0    | 2 (1+1) |
| 07    | GER  | Kati Wilhelm            | 22:49,8    | 1 (0+1) |
| 08    | BLR  | Wolha Nasarawa          | 22:53,2    | 0 (0+0) |
| 09    | RUS  | Olga Saizewa            | 23:05,8    | 0 (0+0) |
| 10    | RUS  | Swetlana Ischmuratowa   | 23:10,3    | 1 (0+1) |
|       |      |                         |            |         |
| 17    | GER  | Martina Glagow          | 23:35,9    | 1 (0+1) |
|       |      |                         |            |         |
| 22    | GER  | Katrin Apel             | 24:04,9    | 2 (1+1) |
|       |      |                         |            |         |
| 26    | ITA  | Nathalie Santer         | 24:09,5    | 2 (1+1) |
|       |      |                         |            |         |
| 34    | GER  | Uschi Disl              | 24:29,1    | 3 (1+2) |
|       |      |                         |            |         |
| 53    | ITA  | Katja Haller            | 25:22,6    | 1 (0+1) |
|       |      |                         |            |         |
| 57    | ITA  | Saskia Santer           | 25:42,6    | 3 (2+1) |
| …     |      |                         |            |         |

Datum: 16. Februar 2006, 12:00 Uhr
Totalanstieg: 249 m, Maximalanstieg: 13 m, Höhenunterschied: 48 m
83 Teilnehmerinnen aus 28 Ländern, alle in der Wertung

### Verfolgung 10 km
| Platz | Land | Sportlerin            | Zeit (min) | Fehler      |
| ----- | ---- | --------------------- | ---------- | ----------- |
| 01    | GER  | Kati Wilhelm          | 36:43,6    | 1 (0+0+1+0) |
| 02    | GER  | Martina Glagow        | 37:57,2    | 2 (1+1+0+0) |
| 03    | RUS  | Albina Achatowa       | 38:05,0    | 1 (0+1+0+0) |
| 04    | RUS  | Swetlana Ischmuratowa | 38:29,0    | 2 (0+1+1+0) |
| 05    | ITA  | Michela Ponza         | 38:51,7    | 1 (0+0+0+1) |
| 06    | NOR  | Liv Grete Poirée      | 39:03,4    | 2 (1+0+0+1) |
| 07    | BLR  | Wolha Nasarawa        | 39:09,7    | 3 (0+0+2+1) |
| 08    | UKR  | Lilija Jefremowa      | 39:09,8    | 3 (0+1+2+0) |
| 09    | CHN  | Liu Xianying          | 39:25,3    | 3 (0+2+1+0) |
| 10    | GER  | Uschi Disl            | 39:30,8    | 4 (2+1+0+1) |
| …     |      |                       |            |             |

Datum: 18. Februar 2006, 12:30 Uhr

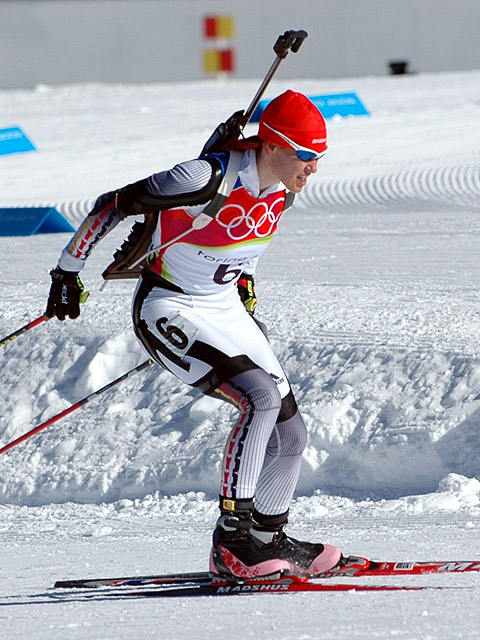
Mit mehr als einer Minute Vorsprung wurde Kati Wilhelm Olympiasiegerin in der Verfolgung

Totalanstieg: 340 m, Maximalanstieg: 13 m, Höhenunterschied: 41 m
58 Teilnehmerinnen aus 22 Ländern, davon 41 in der Wertung

### Einzel 15 km
| Platz | Land | Sportlerin            | Zeit (min) | Fehler      |
| ----- | ---- | --------------------- | ---------- | ----------- |
| 01    | RUS  | Swetlana Ischmuratowa | 49:24,1    | 1 (0+0+1+0) |
| 02    | GER  | Martina Glagow        | 50:34,9    | 2 (0+1+0+1) |
| 03    | RUS  | Albina Achatowa       | 50:55,0    | 2 (1+0+0+1) |
| 04    | GER  | Andrea Henkel         | 51:46,3    | 2 (0+0+0+2) |
| 05    | POL  | Krystyna Pałka        | 51:50,7    | 0 (0+0+0+0) |
| 06    | FRA  | Sandrine Bailly       | 51:58,2    | 3 (1+1+0+1) |
| 07    | BLR  | Wolha Nasarawa        | 51:59,6    | 2 (2+0+0+0) |
| 08    | MDA  | Natalia Levcencova    | 52:11,7    | 2 (0+2+0+0) |
| 09    | NOR  | Liv Grete Poirée      | 52:22,0    | 3 (0+0+0+3) |
| 10    | LAT  | Madara Līduma         | 52:27,2    | 4 (1+1+1+1) |
|       |      |                       |            |             |
| 12    | GER  | Uschi Disl            | 52:49,7    | 5 (0+2+0+3) |
|       |      |                       |            |             |
| 16    | GER  | Kati Wilhelm          | 52:59,0    | 5 (0+0+3+2) |
|       |      |                       |            |             |
| 38    | ITA  | Barbara Ertl          | 55:30,0    | 2 (1+0+0+1) |
|       |      |                       |            |             |
| 51    | ITA  | Saskia Santer         | 56:52,1    | 6 (1+2+1+2) |
| 52    | ITA  | Nathalie Santer       | 57:08,4    | 6 (0+2+1+3) |
| …     |      |                       |            |             |

Datum: 13. Februar 2006, 12:00 Uhr

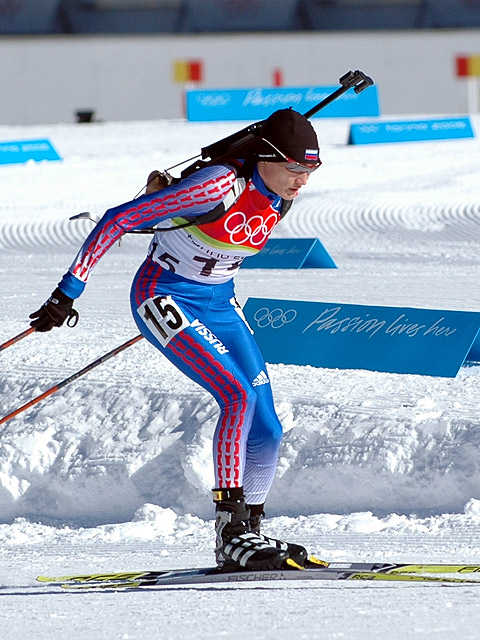
Einzelolympiasiegerin Swetlana Ischmuratowa

Totalanstieg: 490 m, Maximalanstieg: 13 m, Höhenunterschied: 54 m
82 Teilnehmerinnen aus 28 Ländern, davon 81 in der Wertung
Die ursprüngliche zweitplatzierte Olga Pyljowa wurde positiv auf die Einnahme des Dopingmittels Carphedon getestet, woraufhin sie ihre Silbermedaille noch vor dem zweiten Biathlon-Wettbewerb dieser Spiele abgeben musste.

### Massenstart 12,5 km
| Platz | Land | Sportlerin              | Zeit (min) | Fehler      |
| ----- | ---- | ----------------------- | ---------- | ----------- |
| 01    | SWE  | Anna Carin Olofsson     | 40:36,5    | 1 (0+0+0+1) |
| 02    | GER  | Kati Wilhelm            | 40:55,3    | 1 (0+0+1+0) |
| 03    | GER  | Uschi Disl              | 41:18,4    | 3 (1+0+1+1) |
| 04    | GER  | Martina Glagow          | 41:33,6    | 2 (1+0+1+0) |
| 05    | FRA  | Florence Baverel-Robert | 41:40,5    | 2 (1+1+0+0) |
| 06    | BLR  | Wolha Nasarawa          | 41:50,5    | 1 (0+0+1+0) |
| 07    | CHN  | Liu Xianying            | 41:57,2    | 2 (0+0+1+1) |
| 08    | BUL  | Ekaterina Dafowska      | 42:09,4    | 3 (1+1+0+1) |
| 09    | RUS  | Albina Achatowa         | 42:19,5    | 2 (2+0+0+0) |
| 10    | FRA  | Sandrine Bailly         | 42:21,5    | 4 (0+1+2+1) |

Datum: 25. Februar 2006, 12:00 Uhr

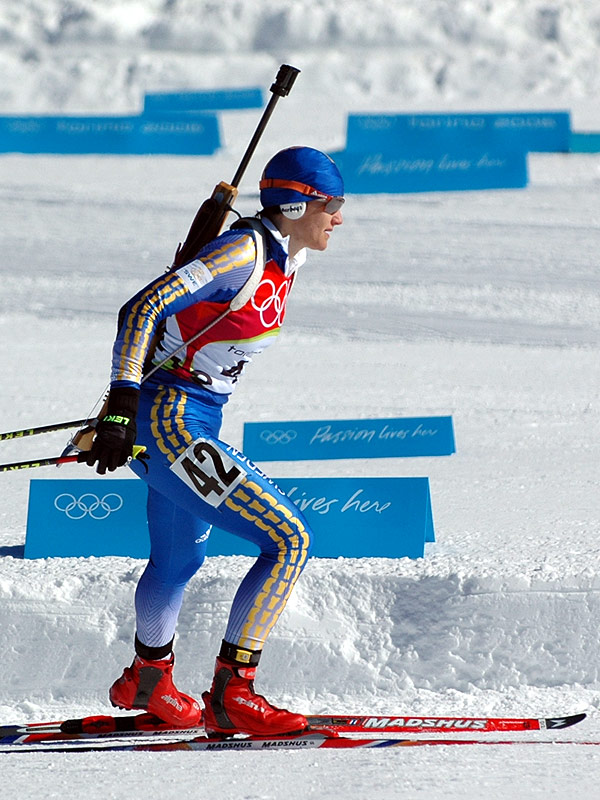
Die laufstarke Anna Carin Olofsson, spätere Anna Carin Zidek, siegte im Massenstart

Totalanstieg: 415 m, Maximalanstieg: 13 m, Höhenunterschied: 48 m
30 Teilnehmerinnen aus 14 Ländern, alle in der Wertung
Uschi Disl bestritt ihr letztes olympisches Rennen, in dem sie ihre insgesamt neunte olympische Medaille gewann.

### Staffel 4 × 6 km

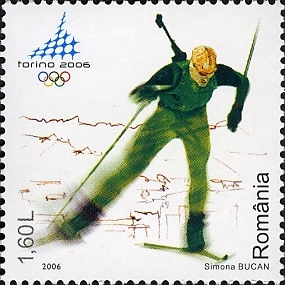
Briefmarke aus Rumänien zu den Spielen 2006

| Platz | Land Sportlerinnen                                                                                 | Zeit (h)  | Strafrunden + Nachlader                 |
| ----- | -------------------------------------------------------------------------------------------------- | --------- | --------------------------------------- |
| 01    | Russland 0000Anna Bogali-Titowez 0000Swetlana Ischmuratowa 0000Olga Saizewa 0000Albina Achatowa    | 1:16:12,5 | 0+1 0+1 0+0 0+1 0+1 0+0 0+0 0+0         |
| 02    | Deutschland 0000Martina Glagow 0000Andrea Henkel 0000Katrin Apel 0000Kati Wilhelm                  | 1:17:03,2 | 0+3 1+5 0+1 0+2 0+2 0+0 0+0 1+3 0+0 0+0 |
| 03    | Frankreich 0000Delphyne Peretto 0000Florence Baverel-Robert 0000Sylvie Becaert 0000Sandrine Bailly | 1:18:38,7 | 0+6 0+2 0+2 0+1 0+1 0+0 0+1 0+1 0+2 0+0 |
| 04    | Belarus 0000Kazjaryna Iwanowa 0000Wolha Nasarawa 0000Ljudmila Ananka 0000Alena Subrylawa           | 1:19:19,6 | 0+5 0+3 0+2 0+0 0+2 0+2 0+0 0+1 0+1 0+0 |
| 05    | Norwegen 0000Tora Berger 0000Liv Grete Poirée 0000Gunn Margit Andreassen 0000Linda Tjørhom         | 1:19:39,4 | 1+6 0+7 1+3 0+1 0+1 0+1 0+0 0+3 0+2 0+2 |
| 06    | Slowenien 0000Teja Gregorin 0000Andreja Mali 0000Dijana Grudiček 0000Tadeja Brankovič              | 1:19:55,7 | 0+5 1+6 0+0 0+0 0+0 0+1 0+2 0+2 0+3 1+3 |
| 07    | Polen 0000Krystyna Pałka 0000Magdalena Gwizdoń 0000Katarzyna Ponikwia 0000Magdalena Grzywa         | 1:20:29,3 | 0+4 0+4 0+2 0+1 0+1 0+2 0+1 0+1 0+0 0+0 |
| 08    | Bulgarien 0000Pawlina Filipowa 0000Radka Popowa 0000Irina Nikultschina 0000Ekaterina Dafowska      | 1:20:38,7 | 0+5 3+9 0+0 0+0 0+0 1+3 0+3 1+3 0+2 1+3 |
| 09    | Volksrepublik China 0000Kong Yingchao 0000Sun Ribo 0000Yin Qiao 0000Liu Xianying                   | 1:21:43,7 | 0+5 2+8 0+0 0+0 0+2 1+3 0+1 1+3 0+2 0+2 |
| 10    | Slowakei 0000Anna Murínová 0000Marcela Pavkovčeková 0000Martina Halinárová 0000Soňa Mihoková       | 1:21:55,5 | 0+2 0+8 0+0 0+2 0+0 0+3 0+0 0+1 0+2 0+2 |
| …     | |           |                                         |

Datum: 23. Februar 2006, 12:00 Uhr
Totalanstieg: 4 × 204 m, Maximalanstieg: 13 m, Höhenunterschied: 41 m
18 Staffeln am Start, alle in der Wertung